# Peter Neumann
Pour les articles homonymes, voir Neumann.
Peter Michael Neumann (né le 28 décembre 1940 et mort le 18 décembre 2020 à Oxford) est un mathématicien britannique. 

## Biographie
Il est le fils des mathématiciens Bernhard Neumann et Hanna Neumann et, après avoir obtenu un B. A. du Queen's College, à Oxford , en 1963, il obtient son D. Phil de l'université d'Oxford en 1966 sous la direction de Graham Higman, avec une thèse intitulée « A Study of Some Finite Permutation Groups ».
Il a été Tutorial Fellow au Queen's College à Oxford, et maître de conférences à l'université d'Oxford. Après avoir pris sa retraite en 2008, il est devenu professeur associé émérite au Queen's College. Ses travaux concernent le domaine de la théorie des groupes.

## Prix et distinctions
En 1987, il remporte le prix Lester Randolph Ford de la Mathematical Association of America pour sa recension du livre d'Harold Edwards, Théorie de Galois,
En 2003, la London Mathematical Society lui décerne le prix Whitehead Senior. Il est le premier président du United Kingdom Mathematics Trust (en), d'octobre 1996 à avril 2004, remplacé par Bernard Silverman (en). Il a été nommé officier de l'ordre de l'Empire britannique (OBE) en 2008. Il est également président de la Société britannique d'histoire des mathématiques.
En 2012, il reçoit la médaille David-Crighton, décernée conjointement par l'Institute of Mathematics and its Applications (IMA) et la London Mathematical Society.

## Publications
- avec Simon Blackburn, Geetha Venkataraman : Enumeration of finite groups, Cambridge University Press 2007.
- avec Gabrielle Stoy, Edward Thompson : Groups and Geometry, Oxford 1994.
- avec Julia Thompson il A. J. S. Mann il édite en 2004 les œuvres complètes du pionnier de la théorie des groupes, William Burnside (Oxford University Press).